# Station Wolphaartsdijkse Veer
Station Wolphaartsdijkse Veer is een voormalige station aan de tramlijn in Zeeland. Het station van Wolphaartsdijkse Veer werd geopend op 19 mei 1927 en gesloten op 15 mei 1934. Het stationsgebouw uit 1926 bestaat nog steeds.